# Plecia

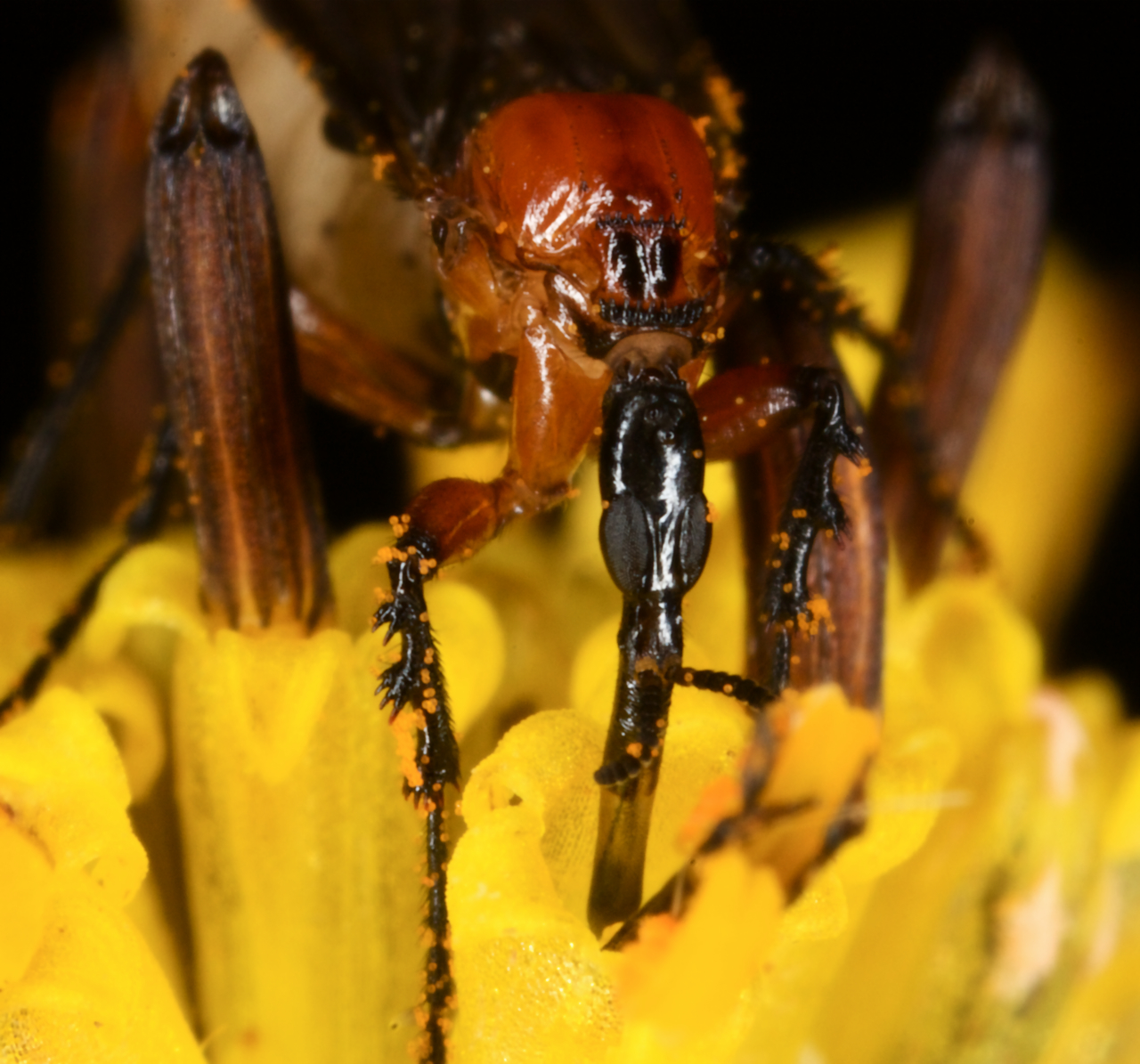
Primer plano de la cabeza, P. nearctica.

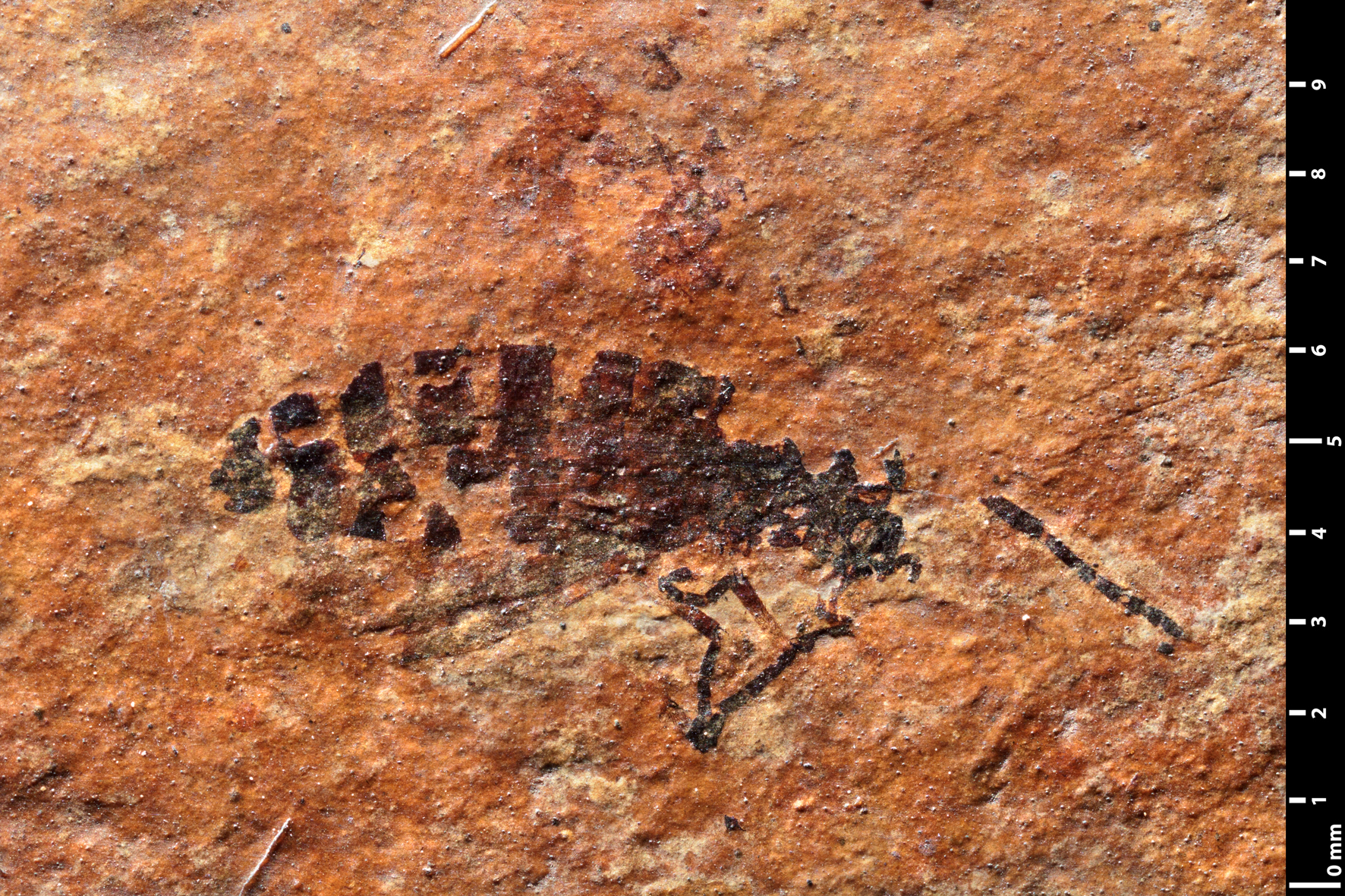
Plecia bucklandi, fósil. Oligoceno. Francia.

Plecia es un género de moscas de marzo (Bibionidae).
Miden 13 a 15 mm. De distribución mundial, más comunes en regiones tropicales.

## Especies
Hay 250 especies.
- P. affinidecora Hardy, 1968[3]
- P. americana Hardy, 1940[4]
- P. amplipennis Skuse, 1888[5]
- P. aruensis Edwards, 1925[6]
- P. avicephaliforma Hardy, 1940[4]
- P. bifida Hardy, 1968[3]
- P. bisulca Hardy, 1968[3]
- P. crenula Hardy, 1968[3]
- P. curtispina Hardy, 1968[3]
- P. cuspidata Hardy, 1968[3]
- P. dimidiata Macquart, 1846
- P. duplicis Hardy, 1968[3]
- P. edwardsi Hardy, 1940[4]
- P. erebea Skuse, 1889
- P. erebeoidea Hardy, 1982
- P. hamata Hardy, 1968[3]
- P. impilosa Hardy, 1940[4]
- P. intricata Hardy, 1968[3]
- P. javensis Edwards, 1925[6]
- P. lateralis Hardy, 1940[4]
- P. lieftincki Hardy, 1968[3]
- P. lopesi Hardy, 1940[4]
- P. multilobata Hardy, 1968[3]
- P. nearctica Hardy, 1940[4]
- P. obtusicornis Hardy, 1968[3]
- P. obtusilobata Hardy, 1968[3]
- P. oculastra Hardy, 1968[3]
- P. ornaticornis Skuse, 1889
- P. patula Hardy, 1968[3]
- P. persimilis Hardy, 1940[4]
- P. plagiata Wiedemann, 1824
- P. propeforcipata Hardy, 1968[3]
- P. propria Hardy, 1968[3]
- P. pruinosa Hardy, 1940[4]
- P. pudica Hardy, 1968[3]
- P. punctulata Hardy, 1940[4]
- P. rhinigera Hardy, 1968[3]
- P. ruficollis (Olivier, 1789)
- P. rufimarginata Hardy, 1940[4]
- P. rufiscutella Hardy, 1940[4]
- P. rugosa Hardy, 1940[4]
- P. serrifera Hardy, 1968[3]
- P. spilota Hardy, 1968[3]
- P. stricta Hardy, 1968[3]
- P. tetrascolata Hardy, 1968[3]
- P. trifida Hardy, 1968[3]

### Especies Extintas
- † Plecia acourti
- † Plecia akerionana
- † Plecia borussica
- † Plecia brunniptera
- † Plecia chapuisii
- † Plecia clavifemur
- † Plecia dejecta
- † Plecia edwardsii
- † Plecia fushunensis
- † Plecia hoffeinsorum
- † Plecia minutula
- † Plecia myersi
- † Plecia oustaleti
- † Plecia parisiensis
- † Plecia pealei
- † Plecia prisca
- † Plecia pristina
- † Plecia rhodopterina
- † Plecia tenuicornis
- † Plecia undans
- † Plecia winchesteri
- † Plecia woodruffi